# Opaliopsis meiringnaudeae
Opaliopsis meiringnaudeae is een slakkensoort uit de familie van de Epitoniidae. De wetenschappelijke naam van de soort is voor het eerst geldig gepubliceerd in 1985 door Kilburn.